# Parti de l'Indépendence et du Travail
Parti de l'Indépendence et du Travail este un partid comunist din Senegal.
Partidul a fost fondat în anul 1957.
Secretar General partidului este 	Maguette Thiam.
Partidul pubică Daan Doole.
Organizația de tineret a partidului se numește Union de la Jeunesse Démocratique Alboury Ndiaye.
La alegerile parlamentare din anul 2001, partidul a obținut 1 de loc.